# Herrmannsacker
Herrmannsacker è una frazione del comune tedesco di Harztor.

## Storia
Il comune di Herrmannsacker venne aggregato nel 2018 al comune di Harztor.